# Euchondrus ledereri
Euchondrus ledereri is een slakkensoort uit de familie van de Enidae. De wetenschappelijke naam van de soort is voor het eerst geldig gepubliceerd in 1868 door L. Pfeiffer.